# Agnolo di Tura
Agnolo di tura alcunhado de O Gordo, foi um cronista italiano, sapateiro, habitante de Siena e um dos sobreviventes da Peste Negra que devastou Siena,em 1348.